# Opus vittatum

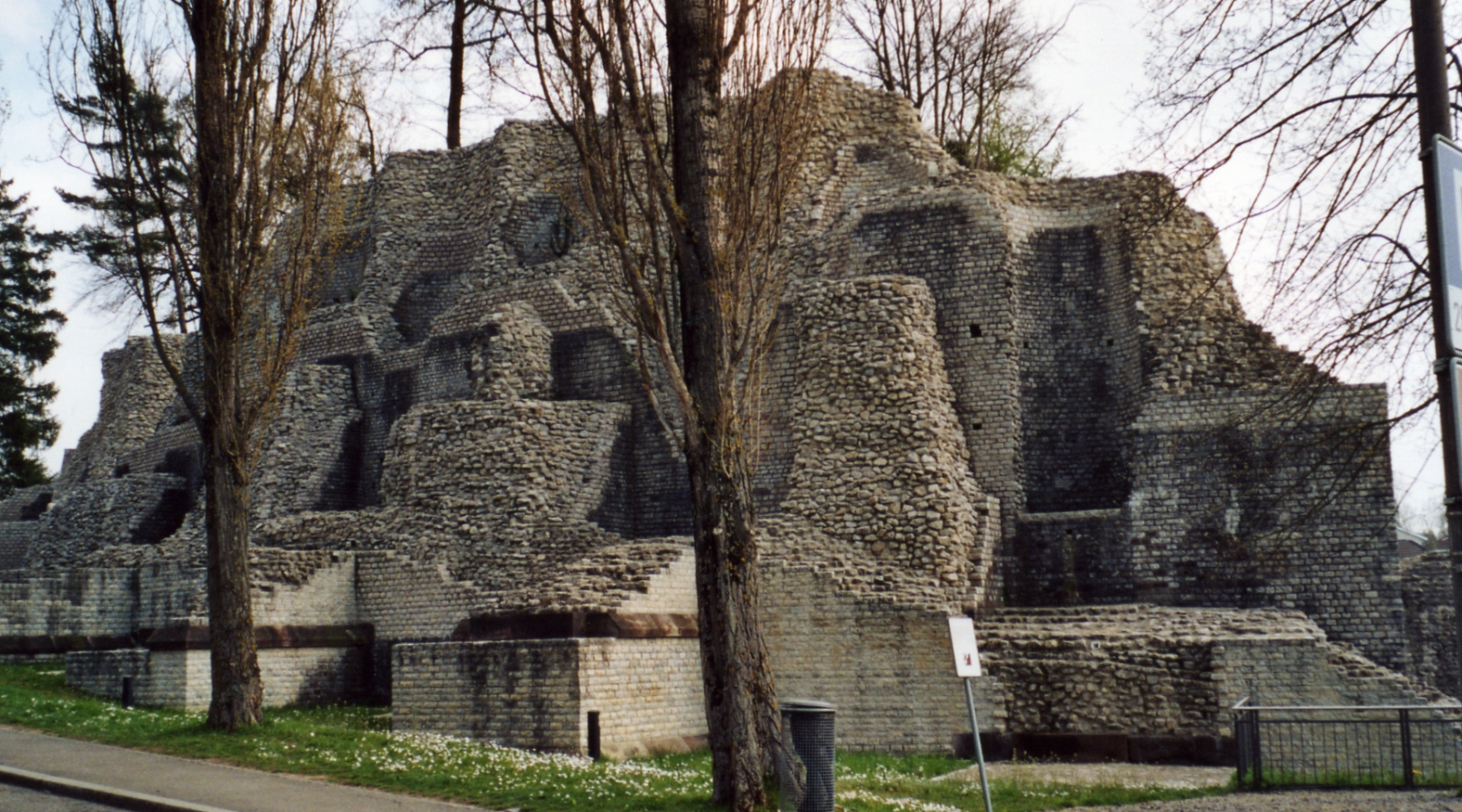
Teatre d'August a Augusta Ràurica

L'opus vittatum (del llatí vitta, «obra amb vetes») en arquitectura romana és un aparell isòdom i pseudoisòdom de construcció que feia quadrar carreus de petites dimensions travessats per una o més filades de maons a distàncies regulars o irregulars, tot cimentat amb opus caementicium
Aquesta tècnica s'utilitzava durant l'època augustiana sobretot per aixecar alts murs, com a les Termes de Caracal·la i a les Muralles d'Aurelià a Roma.